# آناتولی گاوریلوویچ
آناتولی گاوریلوویچ (۲۸ مه ۱۹۴۶، ولادی‌قفقاز، اوستیای شمالی - ۱۷ نوامبر ۲۰۱۶، مسکو) - بازیگر سینما و تئاتر و کارگردان تئاتر اهل کشور اتحاد جماهیر شوروی و روسیه بود. او یکی از رکوردداران تعداد اجرای نقش استالین در فیلم‌های سینمایی و سریال‌های تلویزیونی بود.